# Radujevac
Radujevac (kyrillisch: Радујевац) ist ein Dorf in der Opština Negotin im Osten Serbiens. 

## Geografie
| Prahovo     | Izvoarele                                   | Pătulele |
| Samarinovac | Kompassrose, die auf Nachbargemeinden zeigt | Gruia    |
| Srbovo      | Bregovo                                     | Pristol  |

Der Ort liegt am rechten Ufer der Donau, etwa 15 Kilometer von der rumänischen und bulgarischen Grenze entfernt.

## Geschichte
Radujevac ist eine der ältesten Siedlungen in diesem Gebiet. In türkischen Aufzeichnungen des Jahres 1530 wird Radujevac mit 22 Häusern das erste Mal erwähnt. In der Nähe des Dorfes befanden sich die Dörfer Negurice, Prehod und Ivkovce. Im Laufe des 17. Jahrhunderts wuchsen diese vier Dörfer zusammen. Anfang des 18. Jahrhunderts hatte das Dorf 39 Häuser, und nur 13 Jahre später, 1736, gab es 80 Häuser. 
Radujevac befindet sich an dem Ufer der Donau, da sich hier früher viele verschiedene Fischarten befanden, und die Menschen vom Fischfang lebten. 
Den Namen bekam der Ort wegen der Freude (serbisch: radost, deutsch: Freude) der Bewohner, da diese viele Fische verkaufen konnten, denn bis vor 100 Jahren war die Kleinstadt das Zentrum des Fischfanges in dieser Region.

## Einwohner
Die Volkszählung 2002 (Eigennennung) ergab, dass 1540 Menschen in der Kleinstadt leben.
Weitere Volkszählungen:
- 1948: 2.708
- 1953: 2.700
- 1961: 2.767
- 1971: 2.799
- 1981: 2.866
- 1991: 2.715